# Frausseilles

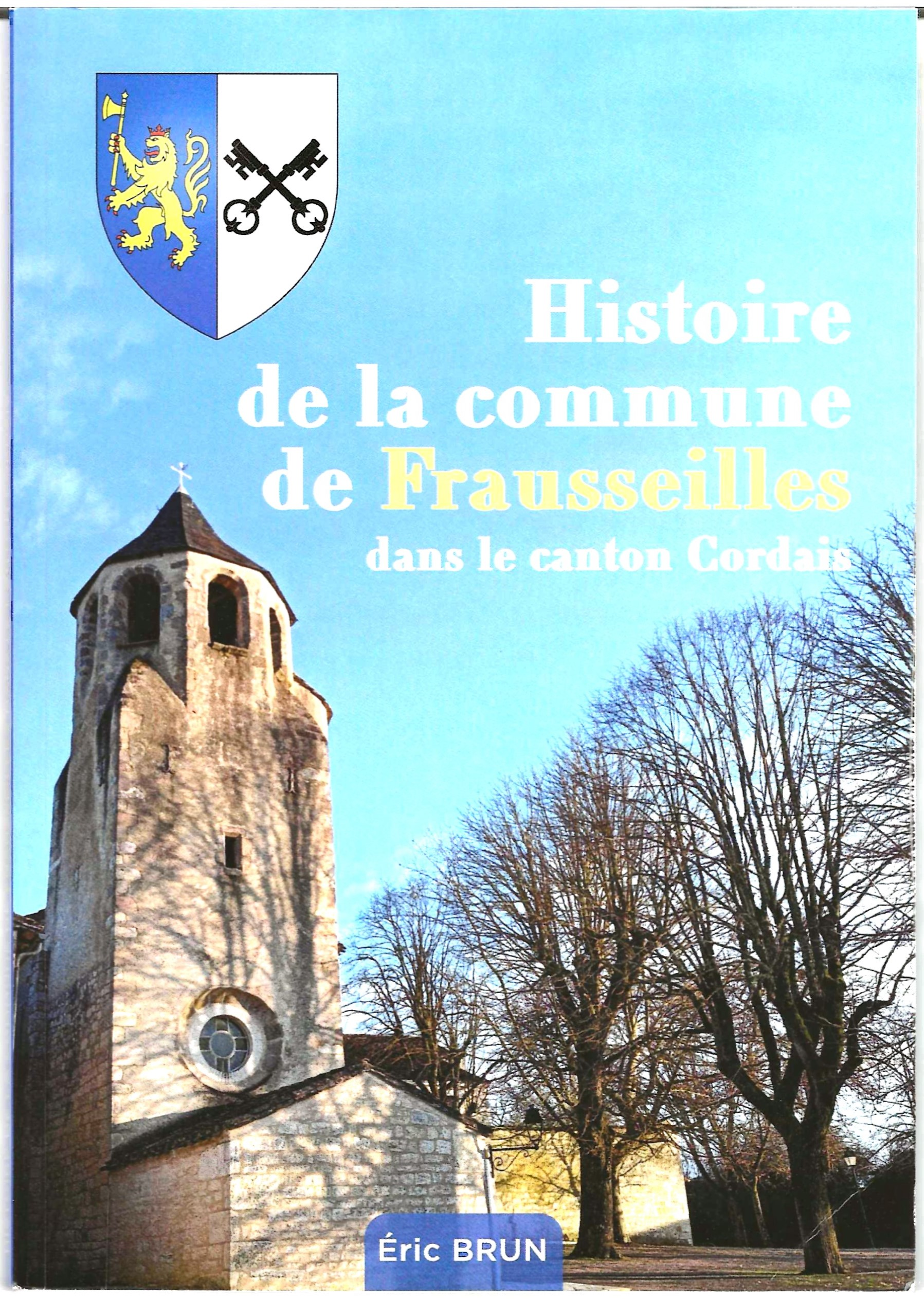

Frausseilles (en occitan Fraucelhas) est une commune française, située dans le nord-ouest du département du Tarn en région Occitanie. Sur le plan historique et culturel, la commune est dans le Gaillacois, un pays qui doit sa notoriété à la qualité de ses vins.
Exposée à un climat océanique altéré, elle est drainée par le ruisseau de Saint-Hussou et par deux autres cours d'eau. La commune possède un patrimoine naturel remarquable composé d'une zone naturelle d'intérêt écologique, faunistique et floristique.
Frausseilles est une commune rurale qui compte 79 habitants en 2022, après avoir connu un pic de population de 300 habitants en 1851.  Elle fait partie de l'aire d'attraction de Gaillac. Ses habitants sont appelés les Frausseillais ou  Frausseillaises.

## Géographie

### Communes limitrophes
Les communes limitrophes sont  Amarens, Cahuzac-sur-Vère, Donnazac, Loubers et Souel.
|         | Amarens          |          |
| Loubers | Frausseilles     | Souel    |
|         | Cahuzac-sur-Vère | Donnazac |

### Hydrographie
La commune est dans le bassin de la Garonne, au sein du bassin hydrographique Adour-Garonne. Elle est drainée par le ruisseau de Saint-Hussou et le ruisseau de fertés et par un petit cours d'eau, qui constituent un réseau hydrographique de 3 km de longueur totale,.

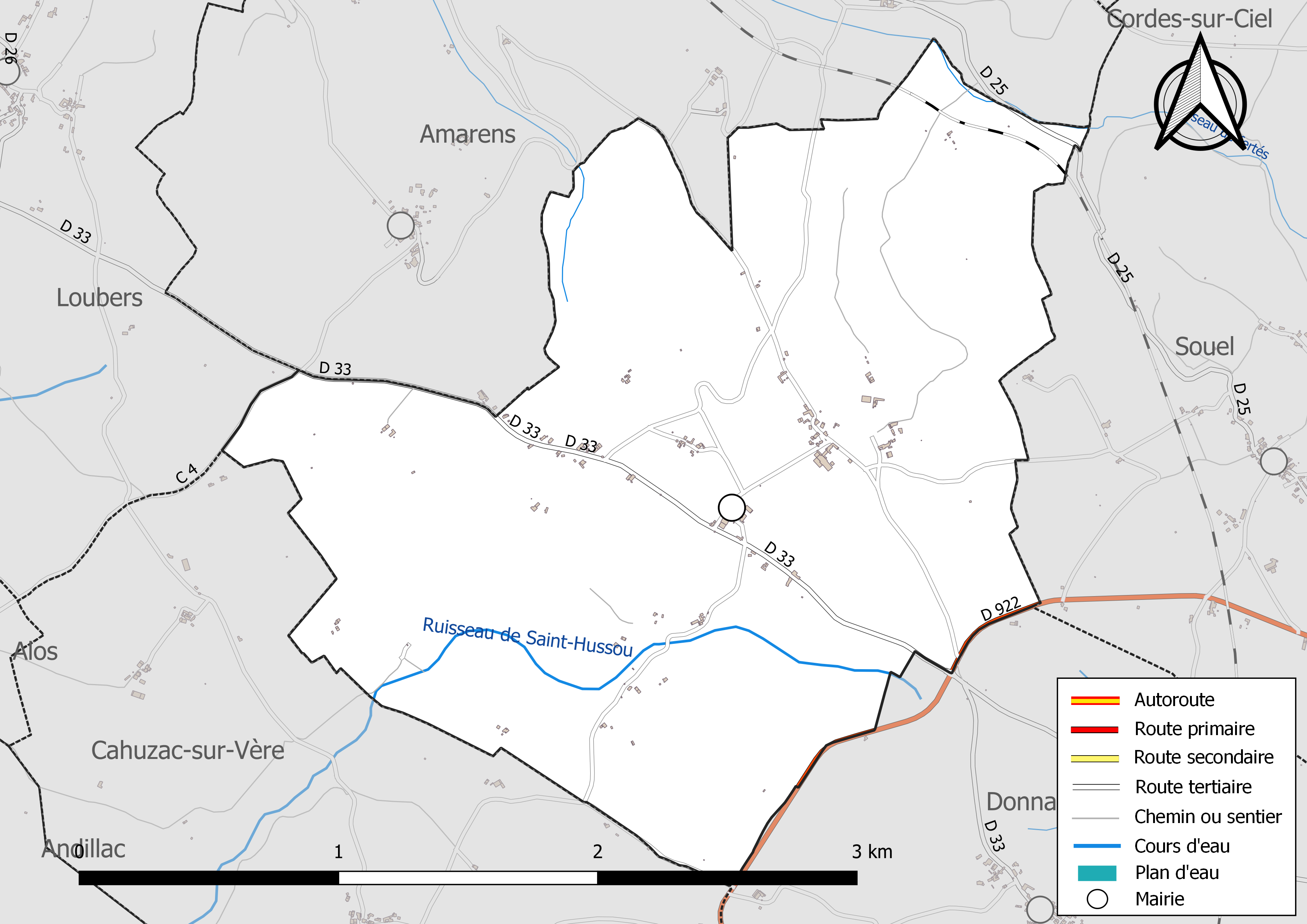
Réseaux hydrographique et routier de Frausseilles.

### Climat
Pour des articles plus généraux, voir Climat de l'Occitanie et Climat du Tarn.
En 2010, le climat de la commune est de type climat du Bassin du Sud-Ouest, selon une étude du Centre national de la recherche scientifique s'appuyant sur une série de données couvrant la période 1971-2000. En 2020, Météo-France publie une typologie des climats de la France métropolitaine dans laquelle la commune est exposée à un climat océanique altéré et est dans la région climatique Aquitaine, Gascogne, caractérisée par une pluviométrie abondante au printemps, modérée en automne, un faible ensoleillement au printemps, un été chaud (19,5 °C), des vents faibles, des brouillards fréquents en automne et en hiver et des orages fréquents en été (15 à 20 jours).
Pour la période 1971-2000, la température annuelle moyenne est de 12,6 °C, avec une amplitude thermique annuelle de 15,7 °C. Le cumul annuel moyen de précipitations est de 868 mm, avec 10,3 jours de précipitations en janvier et 5,9 jours en juillet. Pour la période 1991-2020, la température moyenne annuelle observée sur la station météorologique de Météo-France la plus proche, « Puycelsi », sur la commune de Puycelsi à 18 km à vol d'oiseau, est de 13,2 °C et le cumul annuel moyen de précipitations est de 740,4 mm. 
La température maximale relevée sur cette station est de 41,9 °C, atteinte le 24 août 2023 ; la température minimale est de −11,7 °C, atteinte le 8 février 2012,,.
Les paramètres climatiques de la commune ont été estimés pour le milieu du siècle (2041-2070) selon différents scénarios d'émission de gaz à effet de serre à partir des nouvelles projections climatiques de référence DRIAS-2020. Ils sont consultables sur un site dédié publié par Météo-France en novembre 2022.

### Milieux naturels et biodiversité

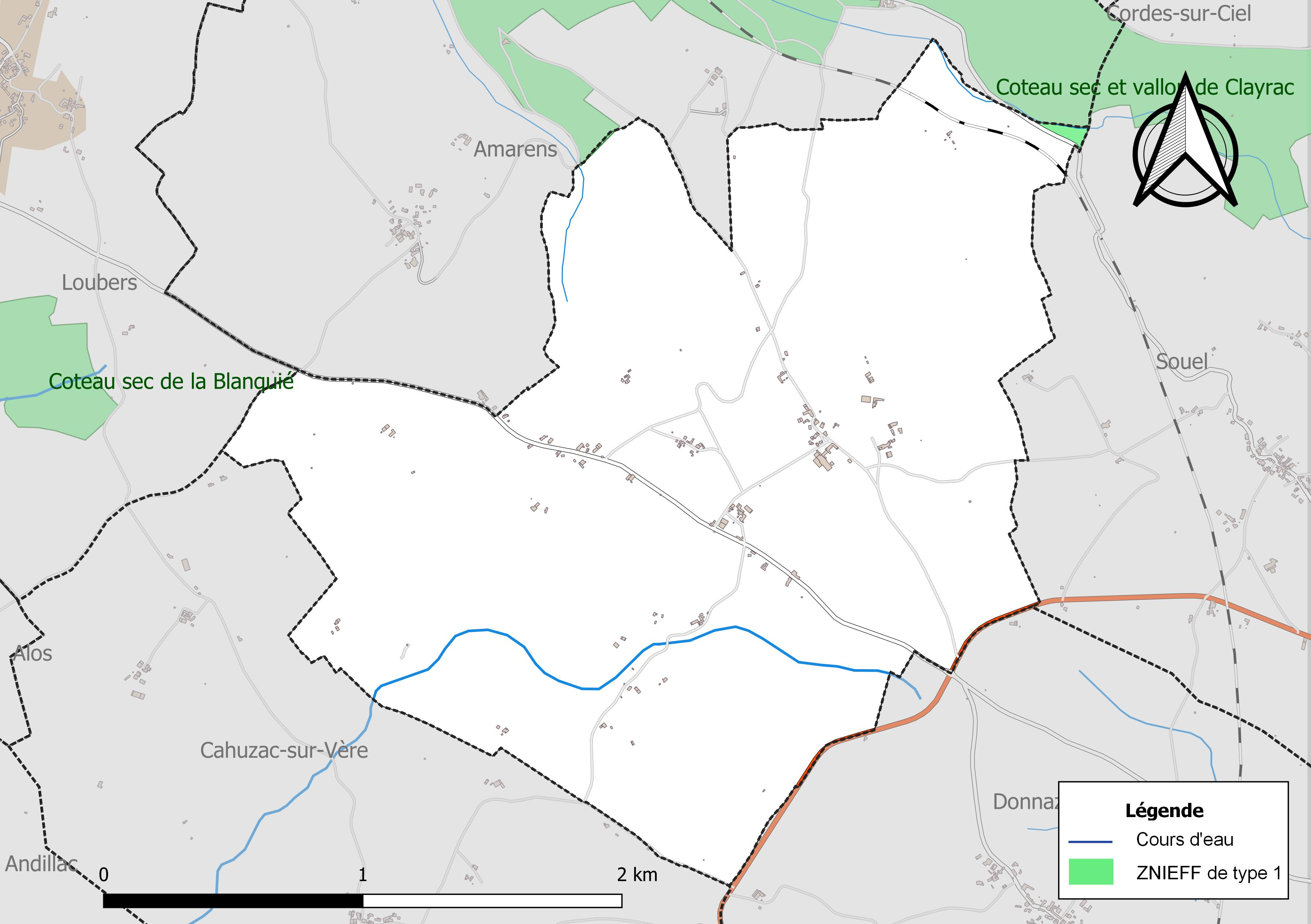
Carte de la ZNIEFF de type 1 localisée sur la commune.

L’inventaire des zones naturelles d'intérêt écologique, faunistique et floristique (ZNIEFF) a pour objectif de réaliser une couverture des zones les plus intéressantes sur le plan écologique, essentiellement dans la perspective d’améliorer la connaissance du patrimoine naturel national et de fournir aux différents décideurs un outil d’aide à la prise en compte de l’environnement dans l’aménagement du territoire.
Une ZNIEFF de type 1 est recensée sur la commune :
le « coteau sec et vallon de Clayrac » (291 ha), couvrant 4 communes du département.

## Urbanisme

### Typologie
Au 1er janvier 2024, Frausseilles est catégorisée commune rurale à habitat très dispersé, selon la nouvelle grille communale de densité à sept niveaux définie par l'Insee en 2022.
Elle est située hors unité urbaine. Par ailleurs la commune fait partie de l'aire d'attraction de Gaillac, dont elle est une commune de la couronne,. Cette aire, qui regroupe 14 communes, est catégorisée dans les aires de moins de 50 000 habitants,.

### Occupation des sols
L'occupation des sols de la commune, telle qu'elle ressort de la base de données européenne d’occupation biophysique des sols Corine Land Cover (CLC), est marquée par l'importance des territoires agricoles (83,7 % en 2018), en augmentation par rapport à 1990 (82,5 %). La répartition détaillée en 2018 est la suivante : 
terres arables (51,1 %), cultures permanentes (16,3 %), zones agricoles hétérogènes (16,3 %), milieux à végétation arbustive et/ou herbacée (10,3 %), forêts (6 %). L'évolution de l’occupation des sols de la commune et de ses infrastructures peut être observée sur les différentes représentations cartographiques du territoire : la carte de Cassini (XVIIIe siècle), la carte d'état-major (1820-1866) et les cartes ou photos aériennes de l'IGN pour la période actuelle (1950 à aujourd'hui).

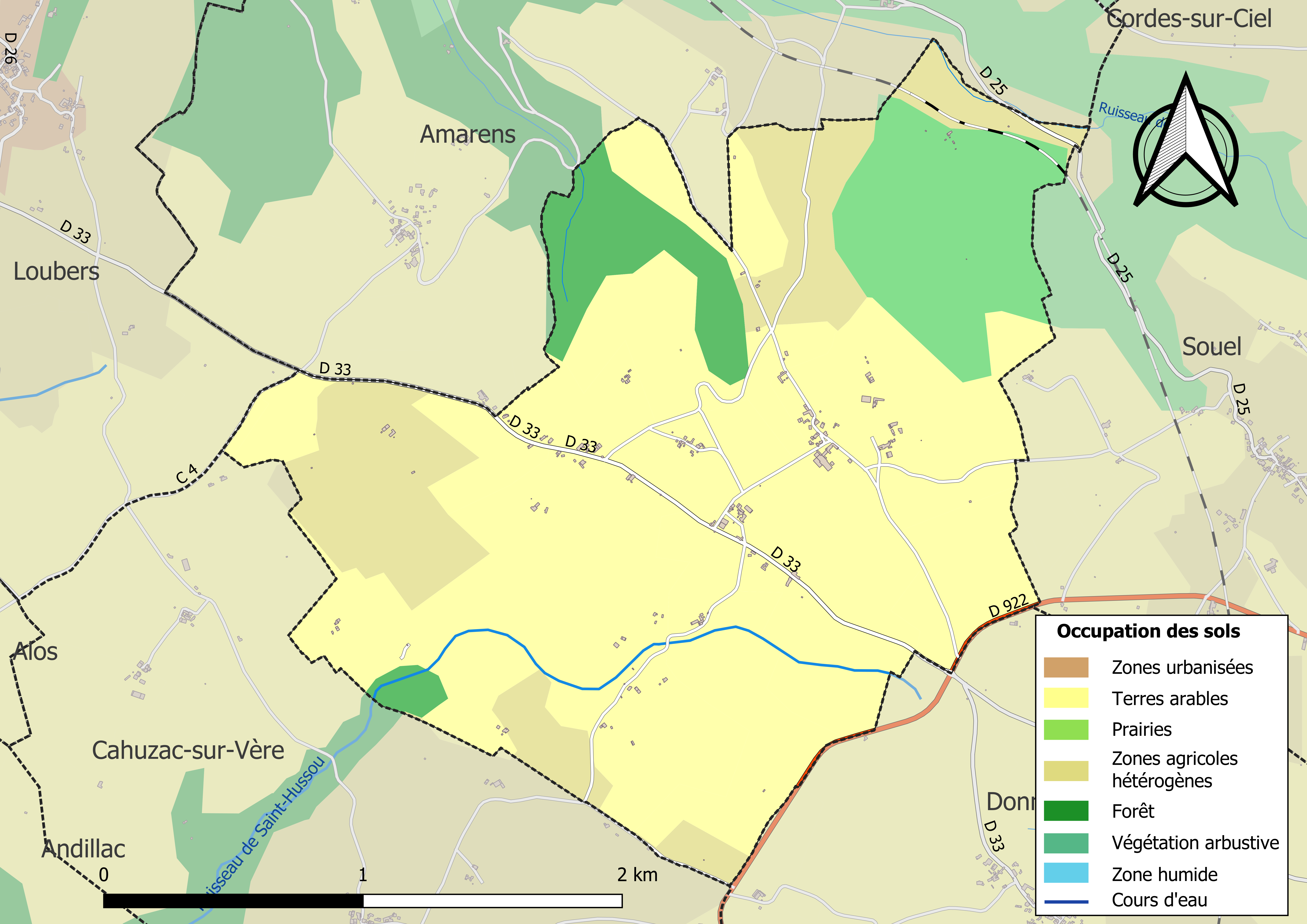
Carte des infrastructures et de l'occupation des sols de la commune en 2018 (CLC).

### Risques majeurs
Le territoire de la commune de Frausseilles est vulnérable à différents aléas naturels : météorologiques (tempête, orage, neige, grand froid, canicule ou sécheresse), inondations, mouvements de terrains et séisme (sismicité très faible). Il est également exposé à un risque technologique,  le transport de matières dangereuses. Un site publié par le BRGM permet d'évaluer simplement et rapidement les risques d'un bien localisé soit par son adresse soit par le numéro de sa parcelle.

#### Risques naturels
Certaines parties du territoire communal sont susceptibles d’être affectées par le risque d’inondation par débordement de cours d'eau, notamment La cartographie des zones inondables en ex-Midi-Pyrénées réalisée dans le cadre du XIe Contrat de plan État-région, visant à informer les citoyens et les décideurs sur le risque d’inondation, est accessible sur le site de la DREAL Occitanie. La commune a été reconnue en état de catastrophe naturelle au titre des dommages causés par les inondations et coulées de boue survenues en 1982,.
Frausseilles est exposée au risque de feu de forêt. En 2022, il n'existe pas de Plan de Prévention des Risques incendie de forêt (PPRif). Le débroussaillement aux abords des maisons constitue l’une des meilleures protections pour les particuliers contre le feu,.

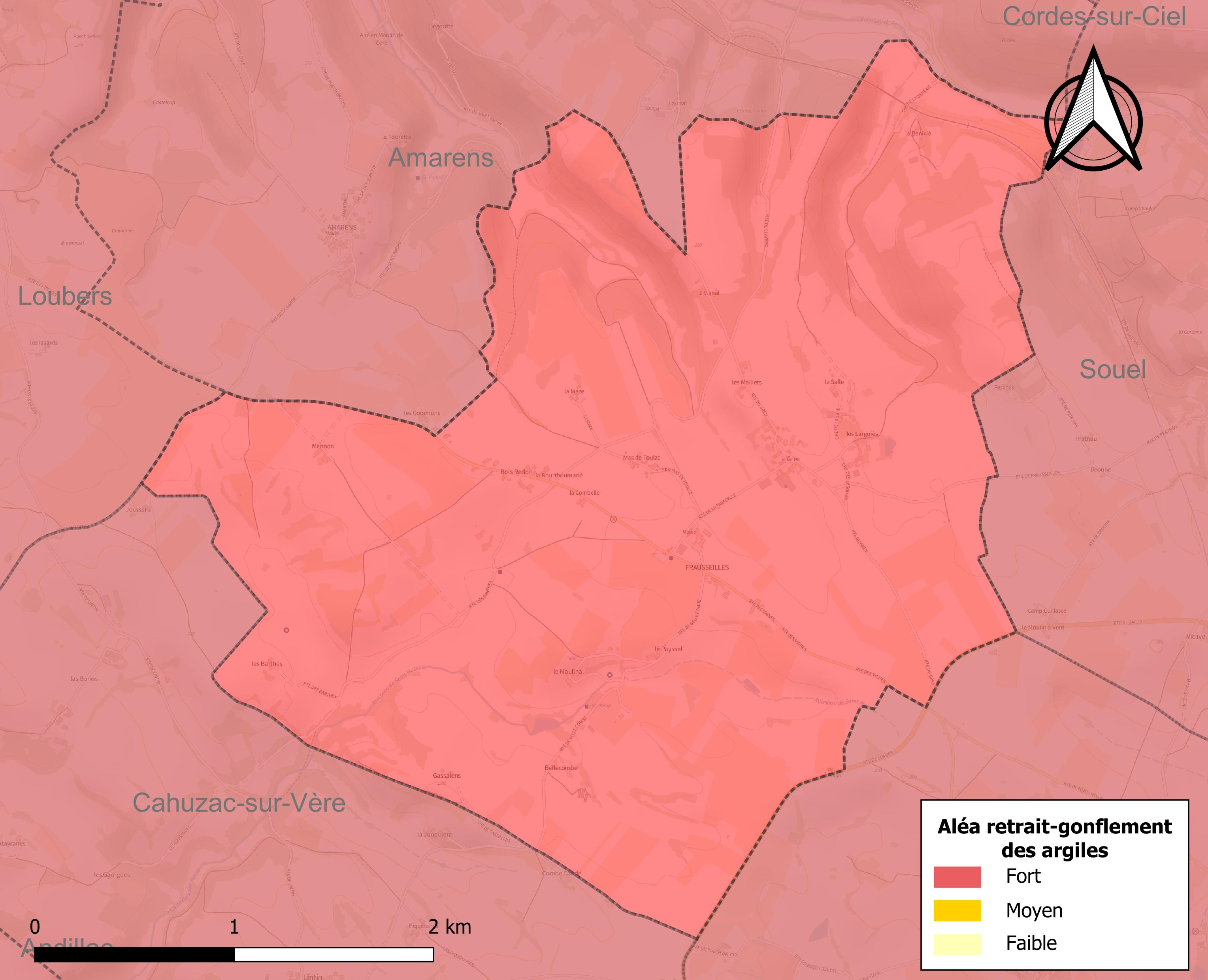
Carte des zones d'aléa retrait-gonflement des sols argileux de Frausseilles.

La commune est vulnérable au risque de mouvements de terrains constitué principalement du retrait-gonflement des sols argileux. Cet aléa est susceptible d'engendrer des dommages importants aux bâtiments en cas d’alternance de périodes de sécheresse et de pluie. La totalité de la commune est en aléa moyen ou fort (76,3 % au niveau départemental et 48,5 % au niveau national). Sur les 60 bâtiments dénombrés sur la commune en 2019, 60 sont en aléa moyen ou fort, soit 100 %, à comparer aux 90 % au niveau départemental et 54 % au niveau national. Une cartographie de l'exposition du territoire national au retrait gonflement des sols argileux est disponible sur le site du BRGM,.
Par ailleurs, afin de mieux appréhender le risque d’affaissement de terrain, l'inventaire national des cavités souterraines permet de localiser celles situées sur la commune.

#### Risques technologiques
Le risque de transport de matières dangereuses sur la commune est lié à sa traversée par des infrastructures routières ou ferroviaires importantes ou la présence d'une canalisation de transport d'hydrocarbures. Un accident se produisant sur de telles infrastructures est susceptible d’avoir des effets graves sur les biens, les personnes ou l'environnement, selon la nature du matériau transporté. Des dispositions d’urbanisme peuvent être préconisées en conséquence.

## Histoire
Le village qui était appelé Fraus Celha était un des villages de Cordes dit de guet et de garde.
En 1568, pendant les guerres de religion les habitants de Frausseilles se soumirent aux protestants qui s'étaient emparés de Gaillac.
En 1671 ces jurats reconnurent que le roi de France était leur seigneur. Suivant un titre de 1612, pour certaines franchises, ils payaient, pour le roi de France, deux livres tournois d'albergues dont ils seront libérés en 1671.

## Politique et administration

### Liste des maires
| Période                                  | Période    | Identité      | Étiquette | Qualité |
| ---------------------------------------- | ---------- | ------------- | --------- | ------- |
| mars 1977                                | mars 1983  | Alain Laporte |           |         |
| mars 1983                                | mars 1989  | ?             |           |         |
| mars 1989                                | 5 mai 2021 | Alain Laporte | CNI       |         |
| 2021                                     | En cours   | Arielle Brun  |           |         |
| Les données manquantes sont à compléter. |            |               |           |         |

### Intercommunalité
Le 1er janvier 2023, elle quitte la communauté d'agglomération Gaillac-Graulhet pour rejoindre la communauté de communes du Cordais et du Causse.

## Démographie
| 1793 | 1800 | 1806 | 1821 | 1831 | 1836 | 1841 | 1846 | 1851 |
| ---- | ---- | ---- | ---- | ---- | ---- | ---- | ---- | ---- |
| 226  | 234  | 238  | 233  | 275  | 286  | 274  | 288  | 300  |

| 1856 | 1861 | 1866 | 1872 | 1876 | 1881 | 1886 | 1891 | 1896 |
| ---- | ---- | ---- | ---- | ---- | ---- | ---- | ---- | ---- |
| 287  | 266  | 240  | 219  | 230  | 220  | 204  | 189  | 179  |

| 1901 | 1906 | 1911 | 1921 | 1926 | 1931 | 1936 | 1946 | 1954 |
| ---- | ---- | ---- | ---- | ---- | ---- | ---- | ---- | ---- |
| 171  | 183  | 179  | 157  | 138  | 133  | 147  | 144  | 151  |

| 1962 | 1968 | 1975 | 1982 | 1990 | 1999 | 2006 | 2008 | 2013 |
| ---- | ---- | ---- | ---- | ---- | ---- | ---- | ---- | ---- |
| 151  | 147  | 121  | 116  | 100  | 85   | 92   | 94   | 89   |

| 2018 | 2022 | - | - | - | - | - | - | - |
| ---- | ---- | - | - | - | - | - | - | - |
| 83   | 79   | - | - | - | - | - | - | - |

## Économie

### Emploi
|                | 2008  | 2013  | 2018  |
| -------------- | ----- | ----- | ----- |
| Commune        | 3,9 % | 7 %   | 4,5 % |
| Département    | 8,2 % | 9,9 % | 10 %  |
| France entière | 8,3 % | 10 %  | 10 %  |

En 2018, la population âgée de 15 à 64 ans s'élève à 44 personnes, parmi lesquelles on compte 65,9 % d'actifs (61,4 % ayant un emploi et 4,5 % de chômeurs) et 34,1 % d'inactifs,. Depuis 2008, le taux de chômage communal (au sens du recensement) des 15-64 ans est inférieur à celui de la France et du département.
La commune fait partie de la couronne de l'aire d'attraction de Gaillac, du fait qu'au moins 15 % des actifs travaillent dans le pôle,. Elle compte 17 emplois en 2018, contre 21 en 2013 et 10 en 2008. Le nombre d'actifs ayant un emploi résidant dans la commune est de 31, soit un indicateur de concentration d'emploi de 54,7 % et un taux d'activité parmi les 15 ans ou plus de 44 %.
Sur ces 31 actifs de 15 ans ou plus ayant un emploi, 9 travaillent dans la commune, soit 29 % des habitants. Pour se rendre au travail, 77,4 % des habitants utilisent un véhicule personnel ou de fonction à quatre roues, 6,5 % les transports en commun et 16,1 % n'ont pas besoin de transport (travail au domicile).

### Activités hors agriculture
6 établissements sont implantés  à Frausseilles au 31 décembre 2019.
Le secteur des autres activités de services est prépondérant sur la commune puisqu'il représente 33,3 % du nombre total d'établissements de la commune (2 sur les 6 entreprises implantées  à Frausseilles), contre 9 % au niveau départemental.

### Agriculture
|               | 1988 | 2000 | 2010 | 2020 |
| ------------- | ---- | ---- | ---- | ---- |
| Exploitations | 17   | 7    | 7    | 5    |
| SAU (ha)      | 386  | 320  | 358  | 430  |

La commune est dans le Gaillacois, une petite région agricole au sous-sol argilo-graveleux et/ou calcaire dédiée à la viticulture depuis plus de 2000 ans, située dans le centre-ouest du département du Tarn. En 2020, l'orientation technico-économique de l'agriculture  sur la commune est la polyculture et/ou le polyélevage. Cinq exploitations agricoles ayant leur siège dans la commune sont dénombrées lors du recensement agricole de 2020 (17 en 1988). La superficie agricole utilisée est de 430 ha,,.

## Culture locale et patrimoine

### Lieux et monuments
- Église Saint-Pierre de Frausseilles.

### Héraldique
| Blason de Frausseilles | Blason  | Parti : au 1er d'azur à un lion d'or armé, lampassé et couronné de gueules tenant une hache d'or, au 2d d'argent à deux clefs de sable passées en sautoir. |
| Blason de Frausseilles | Détails | Le premier est aux armes de la famille de Rozet et le second reprend les clefs de saint Pierre, patron de la paroisse. Adopté le 22 février 2022.          |